# Liberiansk dollar
Liberiansk dollar er den valuta, man bruger i Liberia.
| Økonomi | Spire Denne artikel om økonomi er en spire som bør udbygges. Du er velkommen til at hjælpe Wikipedia ved at udvide den. |